# B.League 2007
La B.League 2007 è stata la sesta edizione del campionato di calcio del Bangladesh, la prima come Bangladesh League. Cominciata il 2 marzo, è terminata il 1º agosto.

## Squadre partecipanti
| Club                     | Città      |
| ------------------------ | ---------- |
| Abahani Limited          | Dacca      |
| Mohammedan Sporting Club | Dacca      |
| Sheikh Russell KC        | Dacca      |
| Brothers Union           | Dacca      |
| Mohammedan Sporting Club | Chittagong |
| Khulna Abahani SC        | Dacca      |
| Rahmatganj MFS           | Dacca      |
| Abahani Limited          | Chittagong |
| Arambagh KS              | Dacca      |
| Muktijoddha Sangsad KC   | Dacca      |
| Farashganj SC            | Feni       |

## Classifica finale
|  |     | Classifica finale 2007 | Pti | G  | V  | N | P  | GF | GS | DR  |
|  | --- | ---------------------- | --- | -- | -- | - | -- | -- | -- | --- |
|  | 1.  | Abahani Ltd. Dacca     | 47  | 20 | 14 | 5 | 1  | 36 | 8  | +28 |
|  | 2.  | Mohammedan             | 40  | 20 | 11 | 7 | 2  | 40 | 13 | +27 |
|  | 3.  | Moktijoddha Dhaka      | 33  | 20 | 9  | 6 | 5  | 29 | 19 | +10 |
|  | 4.  | Sheikh Russel          | 33  | 20 | 8  | 9 | 3  | 23 | 13 | +10 |
|  | 5.  | Brothers Union         | 29  | 20 | 8  | 5 | 7  | 32 | 19 | +13 |
|  | 6.  | Arambagh               | 27  | 20 | 8  | 3 | 9  | 22 | 23 | -1  |
|  | 7.  | Mohammedan             | 26  | 20 | 7  | 5 | 8  | 20 | 26 | -6  |
|  | 8.  | Farashganj             | 22  | 20 | 5  | 7 | 8  | 17 | 22 | -5  |
|  | 9.  | Khulna Abahani         | 16  | 20 | 4  | 4 | 12 | 21 | 43 | -22 |
|  | 10. | Chittagong Abahani     | 15  | 20 | 4  | 3 | 13 | 18 | 39 | -21 |
|  | 11. | Rahmatganj             | 13  | 20 | 3  | 4 | 13 | 15 | 48 | -33 |

### Verdetti
- Abahani Ltd. Dacca campione del Bangladesh 2007 e qualificato in Coppa del Presidente dell'AFC 2008.